# Tắc kè Trường
Tắc kè Trường (danh pháp: Gekko truongi) là một loài thằn lằn trong họ Gekkonidae. Loài này được Phung & Ziegler mô tả khoa học đầu tiên năm 2011.
Loài thằn lằn sống bám đá có kích cỡ trung bình. Chiều dài thân lớn nhất đạt 95,9mm. Lưng màu xám với các đốm màu vàng rải rác và hai vạch hình chữ W ở mỗi bên chẩm và cổ. Thân có 4 đốm tối màu. Đuôi có các vạch tối màu. 13 - 15 vảy môi trên. 45 - 58 vảy giữa hai ổ mắt. Không có nốt sần trên lưng. 131 - 143 vảy quanh giữa thân. Nếp gấp hai bên sườn rất phát triển. 35 - 36 vảy bụng. 160 - 172 vảy giữa cằm và huyệt. Con đực có 10 hoặc 11 lỗ trước huyệt, 1/1 nốt sần sau huyệt. 11 - 13 nếp da dưới ngón chân sau thứ nhất. 15 - 17 nếp da dưới ngón chân sau thứ tư. Màng da giữa các ngón không rõ ràng. Vảy dưới đuôi nở rộng.